# Survivor R
Survivor R ist ein gepanzertes Fahrzeug der MRAP-Klasse für den Einsatz von Spezialeinheiten des Herstellers Rheinmetall MAN Military Vehicles, einem Joint-venture der MAN Nutzfahrzeuge AG und der Rheinmetall AG.

## Fahrzeug
Die Entwicklung des Survivor R erfolgte in einer Kooperation mit dem österreichischen Hersteller Franz Achleitner Fahrzeugbau und Reifenzentrum GmbH, welcher bereits sein Fahrzeug PMV Survivor II seit 2009 vermarktet.
Das Fahrzeug soll Personen geschützt durch unwegsames Gelände und Barrikaden transportieren können.
Um Kosten zu sparen, bzw. wegen der Ersatzteilverfügbarkeit, wurde das Fahrzeug auf der Grundlage eines kommerziellen MAN-TGM-Gelände-Lkw mit einer Gesamtmasse von bis zu 17 Tonnen entwickelt. Das Original-Fahrerhaus wird von Achleitner demontiert und auf das dabei entstandene Rolling Chassis eine geschützte Monocoque-Kabine aufgesetzt.
Der „Survivor R“ wird durch einen wassergekühlten 6,9-Liter-6-Zylinder-Dieselmotor von MAN angetrieben. Dieser ist in den EURO-3-Emissions-Normen und EURO-6-Normen verfügbar und leistet 243 kW bei 1250 Nm Drehmoment. Verbaut ist standardmäßig ein MAN-Tipmatic-Getriebe.
Das Fahrzeug ist so konzipiert, dass es durch eine C-130 Hercules luftverlegbar ist. Der „Survivor R“ ist knapp doppelt so schwer wie das ebenfalls für den Militäreinsatz konzipierte Mowag Eagle.

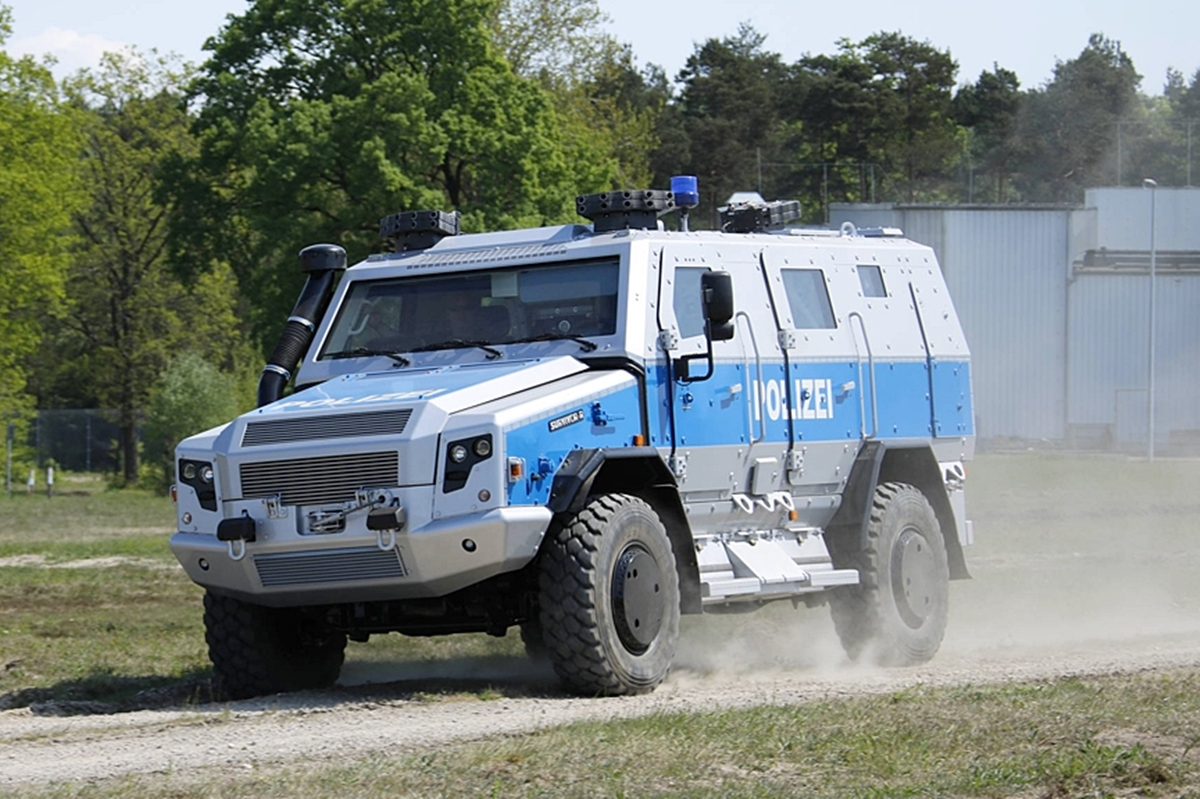
Rheinmetall „Police configuration“
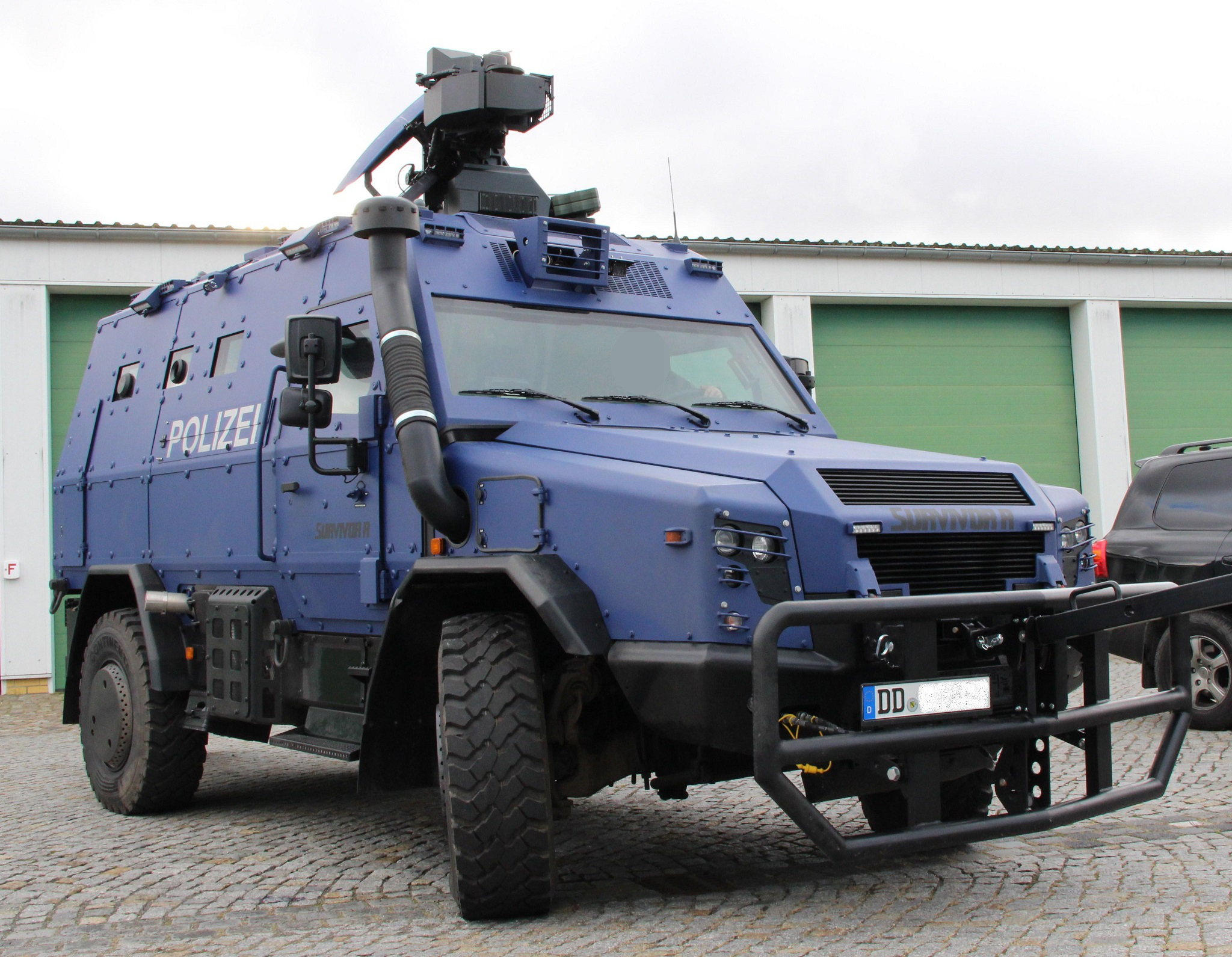
Sonderwagen 5 der Sächsischen Landespolizei
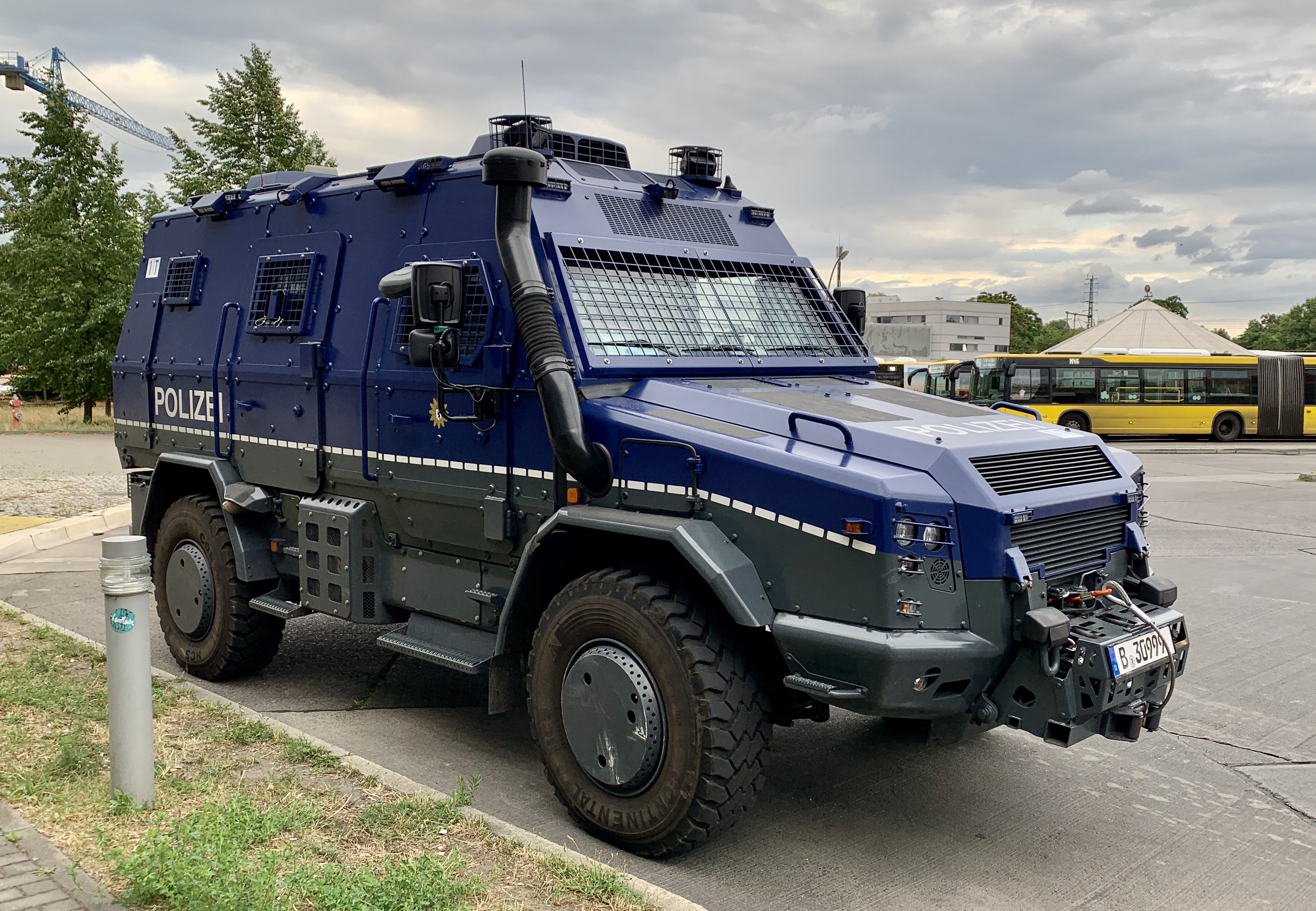
Sonderwagen 5 der Polizei Berlin
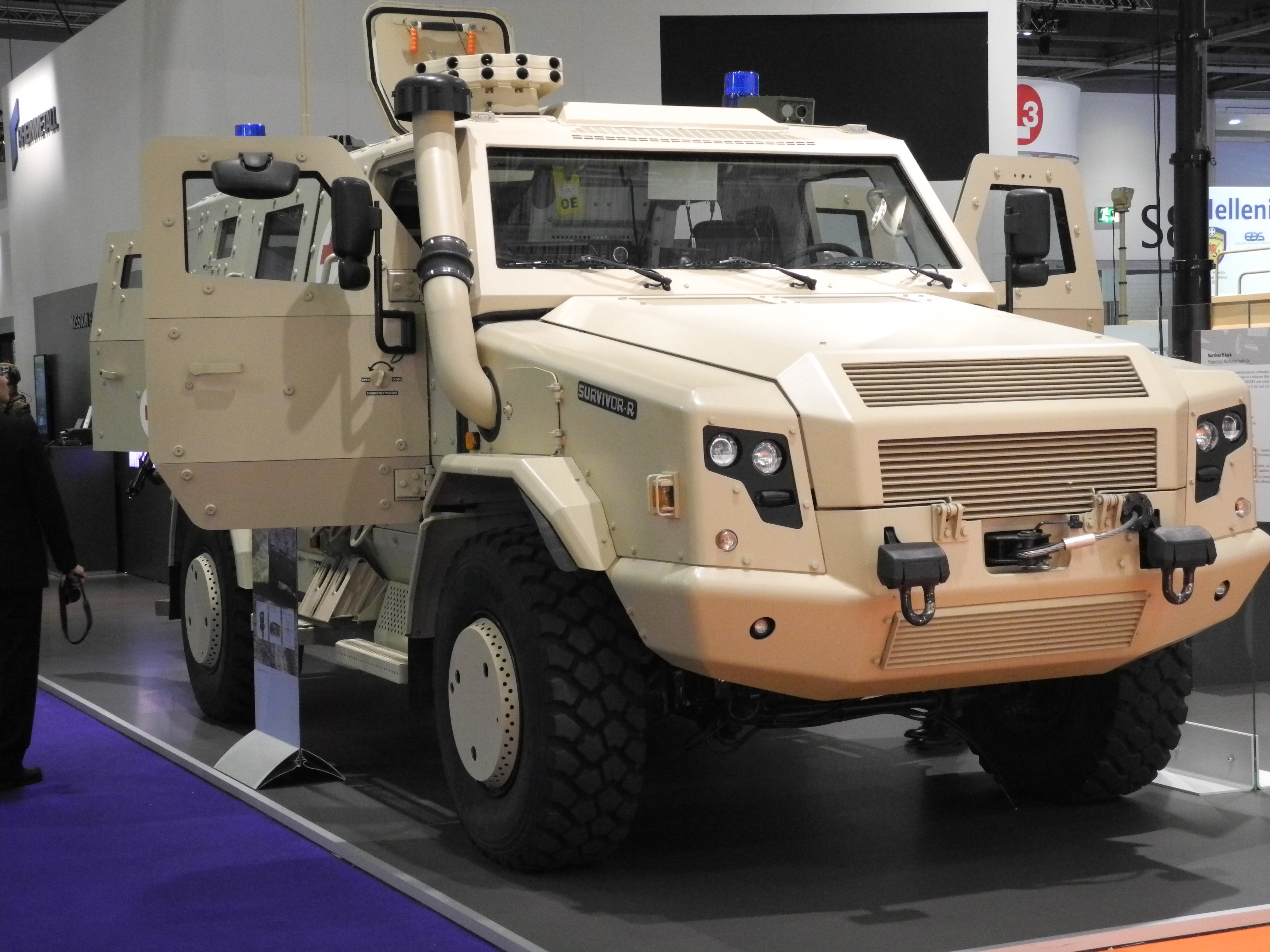
Survivor R „ambulance configuration“

### Panzerung und weitere Sicherung
Das Fahrzeug hat eine Monocoque-Kabine. Die Panzerung soll Beschüssen eines Sturmgewehrs AK-47 standhalten. Eine Schutzbelüftungsanlage schützt die Insassen gegen atomare, biologische und chemische Kampfstoffe. Seitens Hersteller ist eine Vielzahl von Optionen wie zum Beispiel ein Räumschild verfügbar.

### Bewaffnung
Zurüstbar sind eine Abschussanlage für Nebelgranaten oder Tränengas sowie eine modulare Waffenstation mit Doppelbewaffnung, die im Inneren bedient und nachgeladen werden kann. Mit dem Spezialeinsatzkommando Sachsen ist im Dezember 2017 eine Polizeieinheit mit einer Werferanlage für Nebel und Reizstoffe am Survivor R ausgestattet worden.

### Varianten
Fahrzeugvarianten sind Ausbauten als
- Ambulanzfahrzeug
- Bewaffnetes Fahrzeug mit MG-Luke

## Anwendungsbereiche
In der Vermarktung von Rheinmetall wird das Fahrzeug für eine Reihe militärischer und polizeilicher Anwendungen empfohlen. Als Polizeifahrzeug ist es zur „Krawallbekämpfung“, als gepanzertes Ambulanz-Fahrzeug, als Logistikfahrzeug, als Einsatzleitwagen oder als Transportfahrzeug vorgesehen.

## Kosten
Das Fahrzeug kostet je nach Spezifikation von 300.000 bis 500.000 Euro. RMMV wirbt damit, dass die Verwendung von MAN-Standardteilen es erlaube, das Fahrzeug in normalen MAN-LKW-Werkstätten warten zu lassen.

## Abnehmer
Folgende Survivor R sind in Dienst gestellt oder bestellt worden:
PMV Survivor II (Bezeichnung des österreichischen Herstellers Achleitner)
- Einsatzkommando Cobra des Innenministeriums (BMI)[6]: 6 Fahrzeuge seit 2015
- Einsatzeinheit WEGA der österreichischen Bundespolizei in Wien: 1 Fahrzeug seit 2020[7]

RMMV Survivor R (Bezeichnung bei den deutschen Länderpolizeien: Sonderwagen 5)
- Polizei Baden-Württemberg: Stand 2024 mindestens ein Fahrzeug, die tatsächliche Anzahl wird nicht veröffentlicht[8]
- Berlin: ein Fahrzeug seit 2018[9]
- Brandenburg: ein Fahrzeug seit 2017[10][11]
- Hamburg: zwei[12][13] Fahrzeuge seit 2016[14]
- Sachsen: zwei Fahrzeuge seit 2017[15][16][17]
- Nordrhein-Westfalen: ein Fahrzeug seit Dezember 2018[18]
- Niedersachsen: ein Fahrzeug seit April 2024[19]

Am 15. November 2021 bestellte das Bundesinnenministerium bei Rheinmetall 55 Exemplare des Survivor R. Davon werden 10 an die Bundespolizei geliefert, die anderen 45 Exemplare erhalten die Bereitschaftspolizeien der Länder. Die Auslieferung der Fahrzeuge soll ab 2023 erfolgen.